# Скрипун дубовый
Скрипун дубовый (лат. Saperda quercus) — жук из семейства усачей и подсемейства ламиины.

## Описание
Жук длиной от 12 до 17 мм. Время лёта взрослого жука с мая по июль.

## Подвиды
- Saperda quercus ocellata Abeille de Perrin, 1895
- Saperda quercus quercus Charpentier, 1825

## Распространение
Распространён в Турции, Сирии, Сербии, Румынии, Иордании, Греции, Венгрии, Боснии и Герцеговине, Болгарии.

## Экология и местообитания
Жизненный цикл вида длится два года. Кормовые растения: живые веточки дубов (Quercus).